# Sertão Santana
Sertão Santana is een gemeente in de Braziliaanse deelstaat Rio Grande do Sul. De gemeente telt 6.155 inwoners (schatting 2009).